# Luis Aller
Luis Aller (Toral de los Vados, província de Lleó, 1961) és un guionista i director de cinema espanyol. Establert a Barcelona, de 1982 a 1985 va treballar a la revista cinematogràfica Dirigido por. El 2009 va fundar Bande à Part Escola de Cinema de Barcelona, de la que n'és director i professor.
Va debutar al cinema el 1986 amb el curtmetratge El sistema de Robert Hein, a partir d'un conte de Pere Calders, del que en fou director, guionista i compositor de la banda sonora, i que va rebre el premi al millor curtmetratge als V Premis de Cinematografia de la Generalitat de Catalunya de 1987. El 1990 va dirigir el seu primer llargmetratge, Barcelona lament, amb el qual va rebre el premi a la millor opera prima a la 36a edició dels Premis Sant Jordi de Cinematografia. El 1991 va fer un petit cameo com a actor a Visions d'un estrany d'Enric Alberich i va escriure el guió de Capità Escalaborns amb Carlos Benpar.
Durant més de vint anys va estar recollint material pel que va ser el seu segon llargmetratge, Transeúntes, estrenat el 2015 i que pretén donar un retrat de Barcelona a través d'imatges i sons. El 2017 va rebre un premi especial als Premis Días de Cine i el "Premio Resistencias" al Festival de Cinema Europeu de Sevilla.
Des del 2017 s'encarrega del guió i de la direcció del programa de televisió Històries del Cinema a la cadena Betevé, que l'abril de 2020 va iniciar la seva tercer temporada.

## Filmografia
- El sistema de Robert Hein (1986)
- Barcelona lament (1991)
- Capità Escalaborns (guionista, 1991)
- Transeúntes (2015)
- Històries del cinema (2017-2020)